# Simo Ben Bachir
Simo Ben Bachir és un reporter freelance marroquí i president del Ruban Rouge (en francès, literalment, «Cinta Vermella»), una associació de lluita contra la sida al Marroc. És el primer activista social de l'Àfrica del Nord i el món àrab a invitar estrelles a associar llur imatge a la lluita contra la sida, amb el propòsit d'atraure l'atenció del jovent, sensibilitzar la població i promoure els tests de detecció del VIH.